# Valarie Allman
Valarie Carolyn Allman (Newark, 23 febbraio 1995) è una discobola statunitense.

## Biografia
Nel 2014 ha conquistato la sua prima medaglia a livello internazionale, vincendo l'argento nel lancio del disco ai Mondiali juniores di Eugene. L'anno successivo si è classificata quinta alle Universiadi di Gwangju, prestazione migliorata nell'edizione di Taipei 2017, dove ha conquistato la medaglia d'argento. Un altro argento è arrivato ai campionati nord-centroamericani e caraibici di Toronto 2018.
Nel 2019 si è classificata settima ai Mondiali di Doha e l'anno successivo, durante una gara a Rathdrum (Idaho), ha scagliato il disco a 70,15 m, nuovo record nazionale statunitense.
Nel 2021 ha preso parte ai Giochi olimpici di Tokyo, dove ha conquistato la medaglia d'oro nel lancio del disco con la misura di 68,98 m. Nel 2024 si ripete a Parigi, centrando il secondo titolo olimpico consecutivo con la misura di 69,50 metri. Allman è la terza discobola nella storia a vincere due ori consecutivi alle Olimpiadi dopo la tedesca Evelin Jahl e la croata Sandra Perković.

## Record nazionali
Seniores
- Lancio del disco: 71,46 m ( San Diego, 8 aprile 2022)

## Progressione

### Lancio del disco
| Stagione | Misura  | Luogo        | Data      | Rank. Mond. |
| -------- | ------- | ------------ | --------- | ----------- |
| 2021     | 71,16 m | Berlino      | 12-9-2021 |             |
| 2020     | 70,15 m | Rathdrum     | 1-8-2020  |             |
| 2019     | 67,15 m | Chula Vista  | 11-4-2019 |             |
| 2018     | 63,55 m | Des Moines   | 21-6-2018 |             |
| 2017     | 64,69 m | Palo Alto    | 22-4-2017 |             |
| 2016     | 61,42 m | Eugene       | 11-6-2016 |             |
| 2015     | 57,48 m | Palo Alto    | 11-4-2015 |             |
| 2014     | 57,45 m | Eugene       | 6-7-2014  |             |
| 2013     | 56,13 m | Austin       | 29-3-2013 |             |
| 2012     | 50,91 m | Bloomington  | 15-6-2012 |             |
| 2011     | 44,64 m | Myrtle Beach | 28-6-2011 |             |

## Palmarès
| Anno | Manifestazione   | Sede     | Evento           | Risultato | Prestazione | Note |
| ---- | ---------------- | -------- | ---------------- | --------- | ----------- | ---- |
| 2014 | Mondiali U20     | Eugene   | Lancio del disco | Argento   | 56,75 m     |      |
| 2015 | Universiadi      | Gwangju  | Lancio del disco | 5ª        | 55,68 m     |      |
| 2017 | Mondiali         | Londra   | Lancio del disco | 28ª (q)   | 53,85 m     |      |
| 2017 | Universiadi      | Taipei   | Lancio del disco | Argento   | 58,36 m     |      |
| 2018 | Campionati NACAC | Toronto  | Lancio del disco | Argento   | 59,67 m     |      |
| 2019 | Mondiali         | Doha     | Lancio del disco | 7ª        | 61,82 m     |      |
| 2021 | Giochi olimpici  | Tokyo    | Lancio del disco | Oro       | 68,98 m     |      |
| 2022 | Mondiali         | Eugene   | Lancio del disco | Bronzo    | 68,30 m     |      |
| 2023 | Mondiali         | Budapest | Lancio del disco | Argento   | 69,23 m     |      |
| 2024 | Giochi olimpici  | Parigi   | Lancio del disco | Oro       | 69,50 m     |      |

## Campionati nazionali
- 3 volte campionessa nazionale del lancio del disco (2018, 2019, 2021)

2013
- 15ª ai campionati statunitensi, lancio del disco - 47,22 m

2014
- 12ª ai campionati statunitensi, lancio del disco - 51,84 m

2015
- 10ª ai campionati statunitensi, lancio del disco - 56,12 m

2017
- Bronzo ai campionati statunitensi, lancio del disco - 57,93 m

2018
- Oro ai campionati statunitensi, lancio del disco - 63,55 m

2019
- Oro ai campionati statunitensi, lancio del disco - 64,34 m

## Altre competizioni internazionali
2019
- 6ª al Bauhaus-Galan ( Stoccolma), lancio del disco - 63,45 m
- 4ª al Meeting international Mohammed VI ( Rabat), lancio del disco - 64,58 m
- 6ª al Memorial Van Damme ( Bruxelles), lancio del disco - 61,70 m

2021
- Oro al Weltklasse Zürich ( Zurigo), lancio del disco - 69,20 m
- Vincitrice della Diamond League nella specialità del lancio del disco

2022
- Oro al British Grand Prix, ( Birmingham), lancio del disco - 67,85 m
- Oro al Prefontaine Classic ( Eugene), lancio del disco - 68,35 m
- Oro al Meeting de Paris ( Parigi), lancio del disco - 68,68 m
- Oro al Weltklasse Zürich ( Zurigo), lancio del disco - 67,77 m
- Vincitrice della Diamond League nella specialità del lancio del disco

2023
- Oro al Golden Gala ( Firenze), lancio del disco - 65,96 m
- Oro al Meeting de Paris ( Parigi), lancio del disco - 69,04 m
- Oro al Prefontaine Classic ( Eugene), lancio del disco - 68,66 m
- Vincitrice della Diamond League nella specialità del lancio del disco

2024
- Oro alla Xiamen Diamond League ( Xiamen), lancio del disco - 69,80 m
- Oro al Meeting de Paris ( Parigi), lancio del disco - 68,07 m
- Oro al Memorial Van Damme ( Bruxelles), lancio del disco - 68,47 m
- Vincitrice della Diamond League nella specialità del lancio del disco

2025
- Oro alla Xiamen Diamond League ( Xiamen), lancio del disco - 68,95 m
- Oro alla Shanghai Diamond League ( Shaoxing), lancio del disco - 70,08 m[2]
- Oro al Golden Gala Pietro Mennea ( Roma), lancio del disco - 69,21 m
- Oro al Meeting de Paris ( Parigi), lancio del disco - 67,56 m
- Oro al Prefontaine Classic ( Eugene), lancio del disco - 70,68 m